# 幸せになろうよ
『幸せになろうよ』（しあわせになろうよ）は、フジテレビ系で2011年（平成23年）4月18日から6月27日まで、「月9」枠で放送された香取慎吾主演のテレビドラマ。放送時間は毎週月曜日の21:00 - 21:54（JST）。第1回は21:00 - 22:09の15分拡大（JST）。DVD-BOXが2011年11月30日発売。

## 概要
結婚相談所のアドバイザーが、謎を抱える2人の相談者と関わるうちに三角関係に巻き込まれていくラブコメディ。
香取は、『こちら葛飾区亀有公園前派出所』（2009年、TBS系）以来、約2年ぶりのドラマ出演で、月9での主演は『薔薇のない花屋』以来、約3年ぶり。綾部祐二（ピース）と玉森裕太（Kis-My-Ft2）は本作が連続ドラマ初出演となる。また『BOSS』とのコラボレーションにより、第5話に温水洋一が『BOSS』で演じる山村啓輔役で出演。温水は、2005年7月期放送の月9『スローダンス』と木10『電車男』にも、同じ一坂進役でそれぞれ出演している。第7話では、温水の他に玉山鉄二が片桐琢磨役で出演。なお、温水と玉山の出演シーンでは『BOSS』のオープニングテーマであるSuperflyの「Alright!!」が使用された。

## あらすじ
多くのカップルを成立させてきた結婚相談所のアドバイザー・高倉純平の元に、ある日謎の美女・柳沢春菜が相談に訪れる。彼女が結婚を希望するのには、ある理由が隠されていた。時を同じくしてイケメン弁護士・矢代英彦が純平の元へ相談に訪れるが、非の打ちどころのない英彦もまた、ある秘密を抱えていた。純平は結婚相談所に入会した春菜の担当となって相談に乗るうちに、持ち前の恋愛論などが全く通じない春菜に惹かれていく。

## キャスト

### 主人公
高倉 純平（たかくら じゅんぺい）〈32〉
演 - 香取慎吾
本作の主人公。結婚情報サービス「B-ring」のアドバイザー。東洋学院大学時代はラグビー部所属。大学卒業後は商社に就職したが、上司と反りが合わずに5年で退社し「B-ring」に再就職。「2人にはちゃんと愛し合って結婚してほしい」という想いから、熱心な接客と独学で身に付けた恋愛にまつわる様々なテクニックや理論を用いて成果を挙げている。他人のために一生懸命になれるが、その反面、誰にでも優しすぎるため優柔不断な面を持つ。女性を好きになると、なぜか右の奥歯が痛くなる。子供の頃に父親に買ってもらったペンを愛用し、いつも胸ポケットにさしている。春菜との交際の責任をとり「B-ring」を一度退社し、再就職活動していたが、会員からの復職要望書を受け、1年後には復職している。

### 結婚情報サービス「B-ring」青山支社

#### 「B-ring」会員
柳沢 春菜（やなぎさわ はるな）〈25〉
演 - 黒木メイサ
本作のヒロイン。1985年11月20日生まれ。血液型AB型。純平の前に現れた謎の美女。当初はアルゴコンピュータでシステム設計の仕事をしている社長令嬢と嘘をついていたが、実際はアルゴコンピュータのショールームで働いている派遣アルバイトで、家賃10万8000円のマンションに匠悟・優次と暮らしている。
結婚を約束していた英彦が二股をかけて聖子と結婚し、手切れ金として100万円を渡された。その100万円を大量の服やバッグの購入、高級エステに使い、金持ちと結婚するために残った20万円を「B-ring」の入会金に充てる。英彦と別れてからは、告白された純平と付き合い始めるが、聖子から英彦が何もかも失ったことを聞かされ、事故現場に偶然居合わせたこともあり、入院した英彦を見舞った。家族の問題や英彦と別れた辛さから逃げてきた自分を見つめ直して変えようと、早苗の勧めもあり派遣アルバイトを辞めて「WORLD CLOTHING」の事業本部4課に就職し、実家を出て会社の近くに引っ越した。両親の離婚の影響から、恋愛感情はずっと続かないものだと考え、幸せな状態が壊れそうで怖くなり純平に会うのを避けていた。英彦のプロポーズを断り、純平のプロポーズを受け結婚。
矢代 英彦（やしろ ひでひこ）〈36〉
演 - 藤木直人
主に企業法務を扱う弁護士。1974年7月18日生まれ。血液型A型。年収2500万でイケメンと結婚相手としては申し分ないが、先に入会した春菜と付き合うために妊娠中の妻・聖子がいることを隠して、「B-ring」に入会する。結婚相手の条件として「美人」だけを提示し、春菜以外の女性会員には目もくれない。
実は春菜の元恋人で、二股をかけていた聖子と挙式は済ませているが、春菜とやり直したいと思っており、まだ入籍していない。既婚であることを知られ、規約違反となり「B-ring」を退会。地位と名誉を手に入れるために聖子に近づいたが、春菜と別れ、聖子と幸せになることを決意した矢先、聖子の裏切りを知り、さらに聖子の父親や兄にも春菜との関係を知られ、仕事も家庭もすべて失い、階段から転落して大けがを負い入院。退院後、再度春菜にプロポーズして振られるが、弁護士として、小さな事務所で自分のやりたい仕事をやり、再起を図る決意をする。
父親も弁護士で、金にならない仕事ばかり受け、家族3人団地で暮らしていた。小学生の時に両親が事故死した後は、親戚をたらい回しにされる中で、必死に勉強し弁護士となった。好物はドーナツ。
小松原 進（こまつばら すすむ）〈35〉
演 - 大倉孝二
「B-ring」の会員。1975年12月10日生まれ。血液型A型。東京大学工学部を卒業し、ロボット工学における制御工学を研究している。真面目で誠実だが、繊細で女性の免疫も皆無。純平が春菜に最初に紹介した男性で、交際を続けていたが、春菜から英彦と交際していたことを聞かされ、自信が持てなくなり一方的に振ってしまう。その後は女性に対して、ほんの少しだけ積極的になれたものの、両親が上京することに不安を抱いている。特技はボウリングで、マイボールやマイグローブを所有している。麗子からは「粗末原」と間違えられる。ネバーギブアップお見合いパーティーで奈津美とカップル成立となり、交際を経て結婚。
佐藤 美和子（さとう みわこ）
演 - 末広ゆい（第1話）
「B-ring」会員。
滝口 敬子（たきぐち けいこ）〈23〉
演 - 早野実紗（第2話）
「B-ring」会員。料理教室のアシスタント。お見合い合コンに参加。
水野（みずの）
演 - 大竹浩一（第2話）
「B-ring」会員。お見合い合コンに参加。
千里（ちさと）
演 - 縞園子（第2話）
「B-ring」会員。お見合い合コンに参加。
大河内 麗子（おおこうち れいこ）
演 - 小林きな子（第4 - 7、9 - 最終話）
「B-ring」に入会した新会員で純平の担当。服飾関係の仕事をしている。男性と話すのが苦手だが、小松原と絡む機会が多い。
「B-ring」男性会員
演 - 足立学、秋田宗好（第6話）
春菜を振った小松原を希望の星と崇めている。
明日美（あすみ）
演 - 中込佐知子（第7話）
上野と見合いした会員。自身・両親ともに占い師で、幸運のお守りとして上野に数珠を売ろうとし、断られる。
西村 京子（にしむら きょうこ）
演 - 建みさと（第7話）
刑事ドラマやサスペンスが大好きな会員。しかしお見合いする予定だった山村ではなく、一緒にいた片桐に一目ぼれし、求婚する。
鴨川 洋子（かもがわ ようこ）
演 - 吉田羊（第9話）
純平が担当する「B-ring」会員。キャリアウーマンで経済的に安定するため、結婚後は自分が養い、夫となる男性には家庭に入ってもらうことを条件としていたが、純平に諭され考え直す。
座間（ざま）
演 - カゴシマジロー（第9話）
純平が担当する「B-ring」会員。純平からこだわりすぎている条件をもっと広げて、お見合いすることを勧められる。
森〔小松原〕 奈津美（もり〔こまつばら〕 なつみ）
演 - 大谷英子（第10・最終話）
男性会員とぶつかり、コーヒーをぶちまけられた小松原にハンカチを貸す。その後参加したネバーギブアップお見合いパーティーで岡島と会話していたが、声をかけてきた小松原とカップル成立となり、その後交際を経て結婚。トイ・プードルのユキヒロを飼っている。
岡島（おかじま）
演 - 綱島郷太郎（第10話）
ネバーギブアップお見合いパーティーに参加した会員で、奈津美と会話していたが、小松原にとられる。
小松原とぶつかった男性会員
演 - 青木一（第10話）
ぶつかった拍子に紙コップのコーヒーを小松原にぶちまける。
ネバーギブアップお見合いパーティーの参加者
演 - 黒田浩史、佐藤文吾、田中和次朗、東恩納笑子、長野京子、安奈ゆかり、池田舞（第10話）
麗子とお見合いした男性会員
演 - 長谷川恵一郎（最終話）

#### 「B-ring」社員
桜木 まりか（さくらぎ まりか）〈23〉
演 - 仲里依紗
純平の後輩。甘え上手で惚れっぽく、純平に想いを寄せているが、気付いてもらえない。
板倉 新司（いたくら しんじ）
演 - 勝信
純平の後輩。
河原 新造（かわはら しんぞう）
演 - 橋本さとし
「B-ring」青山支社所長。春菜や英彦のような訳ありな入会者の存在に関して、「登録者からの人気間違いなし」と思い込み、喜んでいる。

### 純平の友人
上野 隆雄（うえの たかお）〈32〉
演 - 綾部祐二（ピース）
純平の大学からの友人で歯科医。年収2500万円で、軽薄だが、女性にはモテる。巨乳好きで、おっぱいフェチ。小松原の残念会で純平とともに酒を飲み交わした縁で、小松原の相談相手となる。女性との出会いを求めて「B-ring」に入会。結婚相手の条件として「巨乳」だけを提示するが、入会の手続きを担当したまりかと出会い、気になる存在となっていく。
松下〔渡辺〕 みゆき（まつした〔わたなべ〕 みゆき）
演 - 国仲涼子
純平の元恋人。東洋学院大学時代はラグビー部でマネージャーを務めた。ラグビー部員だった辰則と結婚。しかし辰則が仕事で忙しく、家で一人でいることが多くなり、純平と結婚せずに別れたことを後悔し、美津枝に電話したり、純平の家にプチ家出や居候をするようになるが、純平の説得により家に帰る。
渡辺 辰則（わたなべ たつのり）
演 - 高橋努
純平の大学時代の友人。ラグビー部のマネージャーだったみゆきと結婚。

### 純平の家族
高倉 美津枝（たかくら みつえ）〈54〉
演 - 原田美枝子
純平の母親。夫（演 - 吉岡扶敏〔写真のみ〕）と死別後、女手一つで純平を育ててきた。看護師で、結婚前は医師たちにモテていた。純平が春菜と小松原のデートで使う予定だった美術館のチケットで池辺壮平展を見に行き、匠悟と知り合う。夫を亡くし、今後のことを考えた時に、雑誌で匠悟の手がけた広告のコピーを見て救われた。

### 春菜の家族
高原 早苗（たかはら さなえ）〈56〉
演 - 高畑淳子
春菜の母親。匠悟と離婚後、家を出て事業を成功させ、「WORLD CLOTHING」を経営。時々柳沢家を訪れ、子供たちの成長を見守っている。
柳沢 優次（やなぎさわ ゆうじ）〈17〉
演 - 玉森裕太（Kis-My-Ft2）
春菜の弟で高校2年生。家族にあまり心を開いておらず引きこもり気味。仕事をしない匠悟に愛想を尽かしていて、友人と遊びに行くのに早苗から渡された金を勝手に使い込んでいる。一方でバイトで貯めた金でアパートを借りて絵美と同棲しようとし、純平にアパートを借りるための連帯保証人を頼んだが、絵美の両親の反対もあり振られる。進路について、大学に進学して将来何をするかちゃんと考えるよう、匠悟から助言される。
柳沢 匠悟（やなぎさわ しょうご）〈56〉
演 - 小林薫
春菜の父親。アパレル関係のデザイナーで会社を経営していたが、10年前に会社が倒産してからは無職。春菜が高校生の時に早苗と離婚。春菜が小松原のデートで使う予定だった美術館のチケットで池辺壮平展を見に行き、美津枝と知り合う。純平が春菜を家まで送ったところを目撃し、その後交際相手が誰なのかを確かめるべく「B-ring」にやって来るが、言っていることとやっていることの違う純平を見て、春菜との交際を反対する。しかし、美津枝が自分の手がけた広告を覚えていたことと純平と会ったのを境に、長年やらなかった再就職活動を始め、AKファッションデザインオフィスに再就職。春菜のウェディングドレスのデザインを手がけた。

### WORLD CLOTHING
早苗の秘書
演 - 麻倉卓也（第5・最終話）
受付
演 - 池田愛（最終話）
社員
演 - 南好洋（最終話）
警備員
演 - 関野昌敏（最終話）

### その他
遠藤 聖子（えんどう せいこ）
演 - 奥田恵梨華（第1 - 8、最終話）
英彦の内縁の妻。妊娠している。父親は日弁連の幹部。男癖が悪く、父親や兄に反対されても、ろくでもない男を引っかけている。雄介との関係を続けて開き直る一方で、英彦の身辺調査を興信所に依頼し、春菜の関係を既に知っており、春菜に電話したり、会いに行ってけしかける。
小嶋 雄介（こじま ゆうすけ）〈30〉
演 - 阿部亮平（第5 - 8話）
モデル。モデルの仕事では売れないため、バイトと聖子からの援助で生活している。聖子のお腹の子の父親。
遠藤
演 - 三上市朗（第5・6・8話）
聖子の兄。聖子が興信所に依頼した英彦の身辺調査の報告書を見て、父親にも報告し、英彦を法曹界から追放する。

### ゲスト
第1話
- 英彦に声をかけられるウェイトレス - ゆき
- 新郎 - 日中泰景
- 新婦 - 千年恭子
  - かつて純平が担当した「B-ring」会員で、結婚式当日に感謝を伝える。

- 結婚式場の係員 - 杉山紫乃
  - 会場を間違えた純平に披露宴会場を案内する。

- 結婚式の司会者 - 大島奈穂美
- 結婚式の出席者 - 高桑満
  - 辰則・みゆきの結婚式でスピーチをする。

- GO!皆川（本人役）
  - 美津枝が見ていたテレビのお笑い番組に出演。

第3話
- 男性 - 山崎弘也（アンタッチャブル）
- 女性 - 犬山イヌコ
  - 純平が担当した「B-ring」会員で、純平に結婚が決まったことを報告しに来る。

- 優次の友人 - 北村将清
- 春菜の同僚 - 小見美幸

第4話
- 春菜の同僚 - 鹿谷弥生
- 「シェ松尾」のウェイター - 藤原正和
- 駒形 誠 - 朝倉丈雄
  - プレイボーイと言われる俳優。美津枝が見ていたテレビのワイドショー番組で、女優との不倫についてインタビューされている。

第5話
- 山村 啓輔 - 温水洋一（from “BOSS”、第7話）
  - 「B-ring」を訪れ、上司である女ボスとは正反対の「あまり背の高くない、おしとやかで清楚な女性」を結婚相手の条件として希望。その後、京子とお見合いすることになっていたが、連れ戻しにきた片桐に京子が求婚したショックから現場に向かう途中、エレベーター前で片桐とぶつかった純平の書類を拾い集める。

第6話
- 霧島 絵美 - 山本美月（第7話）
  - 優次の彼女。両親が離婚調停中で、家庭内の居場所をなくしていた。家を出たいと言ったことを真に受け、勝手に優次がアパートを借りたことに驚き、両親の反対もあり別れる。

- ボート貸出所の係員 - 尾花かんじ

第7話
- 片桐 琢磨 - 玉山鉄二（from “BOSS”）
  - 事件が発生したため「B-ring」にいた山村を連れ戻しにくる。しかし山村とお見合い予定だった京子から求婚され、動揺したまま立ち去ろうとするが、エレベーターから出てきた純平とぶつかる。

- 久我興信所の探偵 - 森下亮

第8話
- 医師 - 牧村泉三郎
- 面接官 - 小浜正寛、古宮基成

第9話
- 大月総合病院の医師 - 治田敦

第10話
- 楠本 - 大高洋夫（最終話）
  - AKファッションデザインオフィスの社長。かつて一緒に仕事したことがある匠悟を雇う。

最終話
- GATEスポーツクラブの面接官 - 桜井聖、田中昌宏
- 神父 - ランディゴーイン

## スタッフ
- 脚本 - 井上由美子、古家和尚
- 原案 - 井上由美子（第2話のみ）
- プロット協力 -　高橋幹子、金広 賢介、野木亜紀子
- 音楽 - Flagship（菅野祐悟、MAYUKO、井筒昭雄、末廣健一郎、神坂享輔）
- 主題歌 - SMAP「not alone 〜幸せになろうよ〜」（ビクターエンタテインメント）
- プロデューサー - 村瀬健、菊地裕幸
- 演出 - 澤田鎌作、松山博昭、宮木正悟
- 技術プロデュース - 佐々木宣明
- TD - 北山善弘
- 撮影 - 白井哲矢
- 照明 - 田中雄哉
- 映像 - 藤本伊知郎
- 録画 - 小野寺慎一
- 音声 - 渡部満裕
- 編集 - 落合英之
- ライン編集 - 大方泉
- 選曲 - 藤村義孝
- 音響効果 - 猪俣泰史
- MA - 高橋昌之[3]
- 美術プロデュース／デザイン - 棈木陽次[4]
- 美術プロデュース - 関口保幸
- 美術進行 - 大野恭一郎
- 大道具 - 西田裕一
- 操作 - 黒川兼一
- 建具 - 船岡英明
- 装飾 - 野本隆行
- 持道具 - 倉田めぐみ
- メイク - 内野晶子
- 衣裳 - 沖田正次
- スタイリスト - 東野邦子、岡部文彦
- アクリル装飾 - 早坂健太郎
- 電飾 - 寺田豊
- 視覚効果 - 田村憲行
- 生花装飾 - 牧島美恵
- 植木装飾 - 原利安
- フードコーディネーター - 住川啓子
- VFXプロデュース - 冨士川祐輔
- VFX - 高野善政
- コンポジット - 山本僚平
- タイトルロゴ - 海老沢正敏
- 編成 - 渋谷謙太郎、加藤達也
- 広報 - 小中ももこ
- 広告宣伝 - 鈴木文太郎
- スチール - 青木操生
- ホームページ - 丸谷利一
- カメラ指導 - 安岡均
- 絵画協力 - 岩波昭彦
- 協力 - バスク、エルエーカンパニー、ビデオサービス、SPOT、フジパシフィック音楽出版、ファン
- スケジュール - 田中峰弥
- 記録 - 戸国歩
- 演出補 - 宮木正悟
- プロデュース補 - 郷田悠
- 制作担当 - 中山裕隆
- 制作主任 - 福嶋昭二郎
- 制作著作 - フジテレビ

## サウンドトラック
「幸せになろうよ」オリジナル・サウンドトラック（ポニーキャニオン、2011年6月15日発売）
| 収録曲（タイトル）／作曲など | 収録曲（タイトル）／作曲など | 収録曲（タイトル）／作曲など |
| ---------------------------- | ---------------------------- | ---------------------------- |
| M-01                         | 幸せになろうよ               | 作曲・編曲：菅野祐悟         |
| M-02                         | 初めてのデート               | 作曲・編曲：MAYUKO           |
| M-03                         | 運命の出会い                 | 作曲・編曲：井筒昭雄         |
| M-04                         | ウェディングロード           | 作曲・編曲：MAYUKO           |
| M-05                         | 笑ったほうがずっといい       | 作曲・編曲：MAYUKO           |
| M-06                         | 歯が傷む                     | 作曲・編曲：末廣健一郎       |
| M-07                         | 家族の絆                     | 作曲・編曲：MAYUKO           |
| M-08                         | 恋愛のテクニック             | 作曲・編曲：井筒昭雄         |
| M-09                         | 残酷なくらい正直             | 作曲・編曲：末廣健一郎       |
| M-10                         | いつもの笑顔                 | 作曲・編曲：MAYUKO           |
| M-11                         | 泣かないで                   | 作曲・編曲：MAYUKO           |
| M-12                         | ため息の嵐                   | 作曲・編曲：井筒昭雄         |
| M-13                         | 愛情                         | 作曲・編曲：MAYUKO           |
| M-14                         | 踏み出そうって勇気           | 作曲・編曲：末廣健一郎       |
| M-15                         | 涙の重さ                     | 作曲・編曲：神坂享輔         |
| M-16                         | 恋の道しるべ                 | 作曲・編曲：井筒昭雄         |
| M-17                         | 気づかないうちに             | 作曲・編曲：MAYUKO           |
| M-18                         | 君の瞳                       | 作曲・編曲：MAYUKO           |
| M-19                         | 胸騒ぎの予感                 | 作曲・編曲：井筒昭雄         |
| M-20                         | 心の傷                       | 作曲・編曲：末廣健一郎       |
| M-21                         | 人生最大の難問               | 作曲・編曲：神坂享輔         |
| M-22                         | 一番の幸せ                   | 作曲・編曲：神坂享輔         |
| M-23                         | 幸せになろうよ〜新しい一歩〜 | 作曲・編曲：菅野祐悟         |

## 放送日程
| 各話                                                       | 放送日        | サブタイトル                        | 脚本       | 演出     | 視聴率 |
| ---------------------------------------------------------- | ------------- | ----------------------------------- | ---------- | -------- | ------ |
| 第1話                                                      | 2011年4月18日 | 幸せな結婚に恋は必要?               | 井上由美子 | 澤田鎌作 | 16.4%  |
| 第2話                                                      | 2011年4月25日 | つらい恋の忘れ方…前に進むために     | 古家和尚   | 澤田鎌作 | 11.9%  |
| 第3話                                                      | 2011年5月02日 | 君とやり直したい…元彼の正体は       | 古家和尚   | 松山博昭 | 10.0%  |
| 第4話                                                      | 2011年5月09日 | 私、結婚するから                    | 古家和尚   | 松山博昭 | 12.6%  |
| 第5話                                                      | 2011年5月16日 | 一緒に過ごす夜                      | 古家和尚   | 澤田鎌作 | 09.7%  |
| 第6話                                                      | 2011年5月23日 | 好きって言っちゃった…動きはじめた恋 | 古家和尚   | 宮木正悟 | 11.8%  |
| 第7話                                                      | 2011年5月30日 | 恋の障害…彼女の父、そして元カノの涙 | 古家和尚   | 松山博昭 | 12.3%  |
| 第8話                                                      | 2011年6月06日 | ゆれる想い…一番たいせつな人は誰?    | 古家和尚   | 澤田鎌作 | 11.3%  |
| 第9話                                                      | 2011年6月13日 | 別れの雨                            | 古家和尚   | 宮木正悟 | 10.9%  |
| 第10話                                                     | 2011年6月20日 | もう会わない…                       | 古家和尚   | 松山博昭 | 10.8%  |
| 最終話                                                     | 2011年6月27日 | 俺と結婚してください。              | 古家和尚   | 澤田鎌作 | 10.9%  |
| 平均視聴率 11.7%（視聴率は関東地区・ビデオリサーチ社調べ） |               |                                     |            |          |        |

- 初回視聴率は月9枠では2010年7月期の『夏の恋は虹色に輝く』以来3作ぶりに15%を超えたが、2話以降は11％前後と低迷。特に第5話では月9史上初の一桁視聴率を記録した『婚カツ!』以来、2年ぶりに一桁台を記録した。